# 格林冰原島峰
81°7′S 156°34′E / 81.117°S 156.567°E
格林冰原島峰（英語：Green Nunatak）是南極洲的冰原島峰，位於奧次地，是沃勒比斯冰原島峰的最北端，處於邱吉爾山脈以西，海拔高度約1,800米，現時由南極條約體系管理。